# Przemysł chemiczny

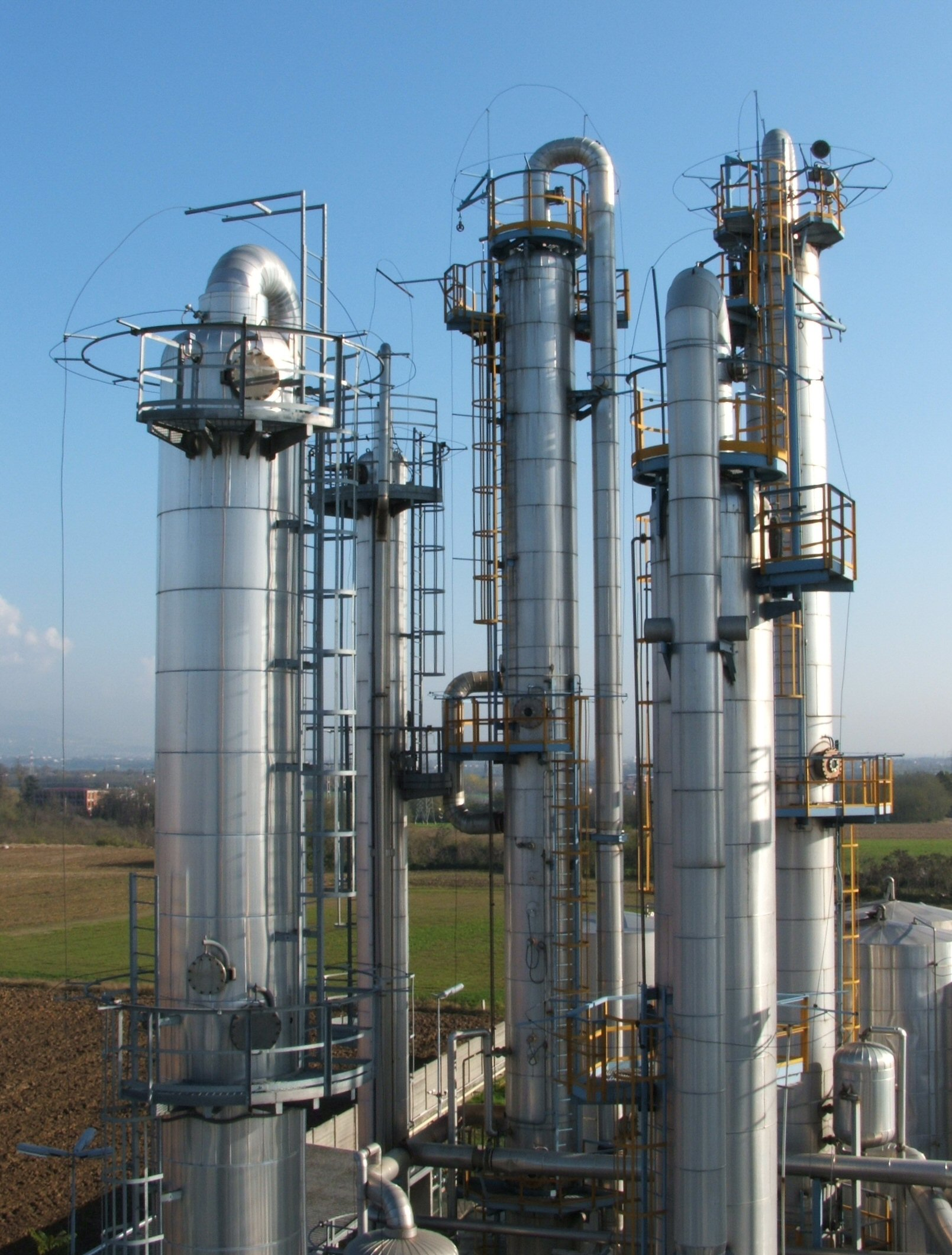
Przemysłowe kolumny rektyfikacyjne

Przemysł chemiczny – jedna z kluczowych gałęzi przemysłu przetwórczego obejmująca:
- przemysł chemii organicznej – wytwarza produkty na bazie węglowodorów, drewna, kauczku, tłuszczów oraz innych substancji organicznych[1],
- przemysł chemii nieorganicznej – produkty wytarzane są na bazie substancji nieorganicznych, np. minerałów i rud.

Przemysł chemiczny można podzielić ze względu na tonaż produkcji na:
- tzw. wielką chemię – nazwa odnosi się do wielkości produkcji rzędu milionów ton rocznie; do wielkiej chemii zalicza się produkcję nawozów, paliw, tworzyw sztucznych (głównie plastyfikatorów) oraz gazów przemysłowych[3];
- chemię małotonażową – produkcja w mniejszej skali – dziesiątki ton; sektor ten obejmuje głównie chemię o dużej wartości dodanej oraz droższą w produkcji np. leki, kosmetyki, środki czystości;
- przetwórstwo chemiczne – przetwarzanie gotowych półproduktów: mieszaniem, pakowaniem, obróbką termiczną i in.

Przemysł chemiczny charakteryzuje się wysoką kapitałochłonnością i niską pracochłonnością, ze względu na to, że większość operacji jest zautomatyzowana. Jest to także gałąź przemysłu, która cechuje się dużymi inwestycjami w technologie innowacyjne. 
W 2013 r. w innowacje w przemyśle chemicznym zainwestowano w UE 18,6 miliarda euro.
Grupę krajów o najbardziej rozwiniętym przemyśle chemicznym tworzą: Japonia, USA, Kanada, Niemcy, Francja, Wielka Brytania, Rosja, Ukraina, Włochy, Brazylia, Wenezuela i kraje w rejonie Zatoki Perskiej.

## Przemysł chemiczny w Polsce
Podział polskiego przemysłu chemicznego ze względu na rodzaj produkowanych wyrobów:
- przemysł koksowniczy[6][7][8] (m.in. w Bytomiu, Zdzieszowicach, Wałbrzychu, Zabrzu (Koksownia Jadwiga), Radlinie (Koksownia Radlin), Czerwionce-Leszczynach (Koksownia Dębieńsko), Dąbrowie Górniczej oraz w hutach: w Dąbrowie Górniczej, w Krakowie, w Częstochowie),
- przemysł petrochemiczny[9][10] (PKN Orlen, w tym rafinerie w Płocku, Jedliczu, Trzebini; Grupa Lotos, w tym rafinerie w Gdańsku, Czechowicach, Jaśle),
- przemysł sodowy (CIECH Soda Polska S.A., w tym zakłady w Inowrocławiu i Janikowie)[11],
- przemysł kwasu siarkowego (m.in. KGHM Polska Miedź, Grupa Azoty Police, Zakłady Górniczo-Hutnicze Bolesław S.A.),
- przemysł nawozów sztucznych[12][13] (m.in. Grupa Azoty, w tym zakłady w Puławach[14], Policach, Tarnowie-Mościcach, Kędzierzynie-Koźlu, Chorzowie, Gdańsku[15], Grzybowie[16]; Anwil S.A. we Włocławku; Zakłady Chemiczne „Alwernia” S.A. w Alwerni; Zakłady Chemiczne "Siarkopol" w Tarnobrzegu; LUVENA S.A. w Luboniu; Fosfan S.A. w Szczecinie),
- przemysł produkcji i przetwórstwa tworzyw sztucznych[17][18]  (m.in. przedsiębiorstwa Basell Orlen Polyolefins Sp. z o.o.[19], Grupa Azoty[20], Anwil S.A.[21], Synthos S.A.[22], CIECH Sarzyna S.A.)[23],
- przemysł włókien sztucznych i syntetycznych (w zakładach Toruniu, Gorzowie Wielkopolskim, Tomaszowie Mazowieckim i Sochaczewie),
- przemysł farb i lakierów[24][25][26] (m.in. zakłady produkcyjne w Cieszynie, Dębicy, Wrocławiu, Włocławku, Chorzowie i Pilawie),
- przemysł farmaceutyczny[27][28] (m.in. zakłady farmaceutyczne w Warszawie, Krakowie, Poznaniu, Kutnie, Starogardzie Gdańskim, Jeleniej Górze, Pabianicach, Łodzi, Grodzisku Mazowieckim i Rzeszowie),
- przemysł środków czystości,
- przemysł środków ochrony roślin[29].